# Wesley Fofana
Wesley Fofana (sinh ngày 17 tháng 12 năm 2000) là cầu thủ bóng đá chuyên nghiệp người Pháp hiện thi đấu ở vị trí trung vệ cho câu lạc bộ Chelsea tại Premier League và Đội tuyển bóng đá quốc gia Pháp.
Trưởng thành từ học viện đào tạo trẻ của Saint-Étienne, Fofana chuyển đến Leicester City vào tháng 10 năm 2020 và có được một danh hiệu vô địch Cúp FA tại đội bóng này. Hai năm sau đó, anh chuyển đến Chelsea với phí chuyển nhượng vào khoảng 75 triệu £.

## Sự nghiệp câu lạc bộ

### Saint-Étienne
Sau khi thi đấu cho đội trẻ Saint-Étienne từ năm 2015, ngày 15 tháng 5 năm 2018, anh ký hợp đồng chuyên nghiệp đầu tiên trong sự nghiệp với đội bóng này. Ngày 18 tháng 5 năm 2019, anh có trận đấu đầu tiên tại Ligue 1 trong trận thắng 3-0 trước Nice. Bàn thắng chuyên nghiệp đầu tiên của anh đến vào ngày 5 tháng 12 năm 2019 cũng trong một trận đấu với Nice và tỉ số lần này là 4-1 nghiêng về Saint-Étienne.
Fofana được thi đấu thường xuyên ở đội một Saint-Étienne từ mùa bóng 2019-20 và có tổng cộng 30 lần ra sân và hai bàn thắng cho Saint-Étienne.

### Leicester City
Fofana chuyển đến Leicester City thi đấu tại Premier League vào ngày 2 tháng 10 năm 2020 theo bản hợp đồng có thời hạn 5 năm. Phí chuyển nhượng ước tính Leicester đã phải trả cho Saint-Étienne vào khoảng 36,5 triệu £. Anh có được danh hiệu đầu tiên cùng với Leicester City sau chiến thắng 1-0 trước Chelsea tại trận Chung kết Cúp FA 2021 mà anh đã thi đấu trọn vẹn 90 phút.
Ngày 4 tháng 8 năm 2021, trong trận giao hữu trước mùa giải với Villarreal, Fofana bị gãy chân sau pha phạm lỗi thô bạo của Fer Niño khiến anh bỏ lỡ phần lớn mùa giải 2021-22 với chỉ 12 lần ra sân sau khi bình phục chấn thương. Ngày 17 tháng 3 năm 2022, Fofana có trận đấu đầu tiên trở lại sau chấn thương và ngay lập tức ghi bàn trong trận thua 2–1 trước Stade Rennais tại lượt về vòng 16 đội UEFA Europa Conference League 2021-22 và Leicester đi tiếp với chiến thắng 3–2 chung cuộc. Đầu tháng 3 năm 2022, anh gia hạn hợp đồng với Leicester City đến năm 2027.
Fofana có tổng cộng 52 lần ra sân cho Leicester City và ghi một bàn thắng sau hai mùa giải tại King Power.

### Chelsea
Ngày 31 tháng 8 năm 2022, Chelsea thông báo Fofana đã ký hợp đồng bảy năm với đội bóng. Phí chuyển nhượng của anh ước tính vào khoảng 70 triệu £ trả ban đầu cộng thêm 5 triệu £ phụ phí. Fofana trở thành tân binh đắt giá thứ 2 lịch sử Chelsea, chỉ sau Romelu Lukaku. Sau khi thương vụ chuyển nhượng hoàn tất, Fofana nói rằng Leicester đưa ra các thông tin không đúng sự thật trong quá trình chuyển nhượng và bản thân anh chọn giải pháp im lặng để bảo vệ hình ảnh của câu lạc bộ.
Ngày 3 tháng 9 năm 2022, anh có trận đấu đầu tiên cho Chelsea khi ra sân ngay từ đầu trong chiến thắng 2–1 trước West Ham United tại Premier League. Ba ngày sau đó, anh ra mắt Chelsea tại đấu trường UEFA Champions League trong trận mở màn bảng E với Dinamo Zagreb nhưng có lỗi trong trận thua của Chelsea khi để Mislav Oršić dùng tốc độ vượt qua để ghi bàn thắng duy nhất của trận đấu. Đến ngày 6 tháng 10, Chelsea mới có trận thắng đầu tiên tại vòng bảng Champions League khi đánh bại AC Milan 3-0 trong đó chính Fofana là người mở tỉ số trận đấu sau một tình huống lộn xộn xuất phát từ tình huống phạt góc. Đây cũng là bàn thắng đầu tiên của anh cho Chelsea nhưng khi đến phút 35, anh gặp chấn thương nặng và phải rời sân.
Ngày 18 tháng 2 năm 2023, Fofana trở lại sau chấn thương đầu gối trong trận thua 1–0 trước Southampton. Ngày 4 tháng 3, anh có bàn thắng đầu tiên tại Premier League và cũng là bàn thắng duy nhất của trận đấu giúp Chelsea đánh bại Leeds United. Trong mùa giải 22-23, anh chỉ có 20 lần ra sân cho Chelsea do vấn đề chấn thương và thể lực. Đến ngày 18 tháng 7 năm 2023, Chelsea xác nhận Fofana gặp vấn đế với dây chằng chéo đầu gối và phải phẫu thuật khiến anh phải tiếp tục nghỉ thi đấu thêm nhiều tháng. Cuối tháng 11 năm 2023, Fofana đã trở lại tập luyện nhưng cuối cùng huấn luyện viên Mauricio Pochettino xác nhận Fofana phải bỏ lỡ toàn bộ mùa giải 2023-24 vì không kịp bình phục chấn thương.

## Sự nghiệp đội tuyển quốc gia
Tháng 3 năm 2023, Fofana lần đầu tiên được triệu tập vào Đội tuyển bóng đá quốc gia Pháp cho các trận đấu tại Vòng loại giải vô địch bóng đá châu Âu 2024 với Hà Lan và Cộng hòa Ireland. Tuy nhiên anh đã phải xin rút lui khỏi đợt tập trung này vì chấn thương và ba tháng sau đó anh có trận đấu đầu tiên cho đội tuyển quốc gia trong chiến thắng hủy diệt 14-0 trước Gibraltar.

## Danh hiệu
Leicester City
- Cúp FA: 2020–21